# Donji Vrbljani
Donji Vrbljani (en serbe cyrillique : Доњи Врбљани) est un village de Bosnie-Herzégovine. Il est situé dans la municipalité de Ribnik et dans la république serbe de Bosnie. Selon les premiers résultats du recensement bosnien de 2013, il compte 441 habitants.

## Démographie

### Évolution historique de la population dans la localité
| 1948 | 1953 | 1961  | 1971  | 1981  | 1991 | 2013 |
| ---- | ---- | ----- | ----- | ----- | ---- | ---- |
| -    | -    | 1 956 | 1 619 | 1 460 | 896, | 441  |

|  |

### Communauté locale
En 1991, Donji Vrbljani faisait partie de la communauté locale de Vrbljani qui comptait 1 651 habitants, répartis de la manière suivante :